# Kortedala
Kortedala – dzielnica (stadsdel) we wschodniej części Göteborga w Szwecji. 
Osiedle wybudowane zostało w latach 50. XX wieku. Większość nazw ulic wiąże się z pojęciami określającymi czas, np. nazwy miesięcy i dni tygodnia. W Kortedali znajdują się cztery place: Årstidstorget, Citytorget, Kortedala torg i Kalendertorget. Przy Aprilgatan jest pętla tramwajowa linii nr 6.